# Podobe iz sanj
Podobe iz sanj so zbirka črtic Ivana Cankarja iz leta 1917.

## Okoliščine nastanka
Na izrazito duhovno plat Podob iz sanj so vplivala Cankarjeva razmišljanja o smislu življenja, ki ga je živel, in smislu literature, ki jo je do tedaj napisal. V njem je naraščala želja po življenjski katarzi, ki jo je spodbudil tudi začetek vélike vojne leta 1914. Prva svetovna vojna se ga ni dotaknila le na abstraktni, ampak tudi na zelo konkretni ravni; pod obtožbo srbofilstva je leta 1914 pristal v zaporu, spremljal je vpliv bližnje soške fronte in številnih slovenskih žrtev, ki jih je zahtevala.
Posamezne črtice je pisal od leta 1915 do leta 1917 in jih sproti objavljal v literarnih revijah, predvsem v katoliškem Domu in svetu. Osrednja tema zbirke je smrt: človeška množica in slehernik so se združili pod skupnim imenovalcem vojne.

## Seznam črtic
- Ogledalo
- Gospod stotnik
- Otroci in starci
- Strah
- Maj
- Peter Klepec
- Obnemelost
- Leda
- Edina beseda
- Sence
- Veselejša pesem
- Kostanj posebne sorte
- Ranjenci
- "To so pa rože!"
- Tisto vprašanje
- Ugasle luči
- Zaklenjena kamrica
- Kralj Matjaž
- V poletnem soncu
- Bebec Martin
- Četrta postaja
- Tretja ura
- Vrzdenec
- Pobratimi
- Sraka in lastovice
- Kadet Milavec
- Med zvezdami
- Nedelja
- Vélika maša
- Konec